# Sadok Mokaddem
Sadok Mokaddem (arabe : الصادق المقدم), né le 24 avril 1914 à Tunis et mort le 17 décembre 1993 dans la même ville, est un médecin et homme d'État tunisien.

## Biographie
Il naît dans une famille de l'ancienne bourgeoisie tunisoise originaire de Djerba, la famille Mokaddem étant installée dans la capitale depuis le XVIIIe siècle et bénéficiant d'une influence commerciale de par sa proximité avec le bey de Tunis via diverses alliances.
Au début des années 1950, il est membre de la direction du Néo-Destour, ce qui lui vaut d'être arrêté et exilé au camp de Tataouine avec un groupe de personnalités destouriennes dont Hédi Chaker et Taïeb Mehiri. En 1955, il est nommé ministre de la Santé dans le deuxième cabinet de Tahar Ben Ammar.

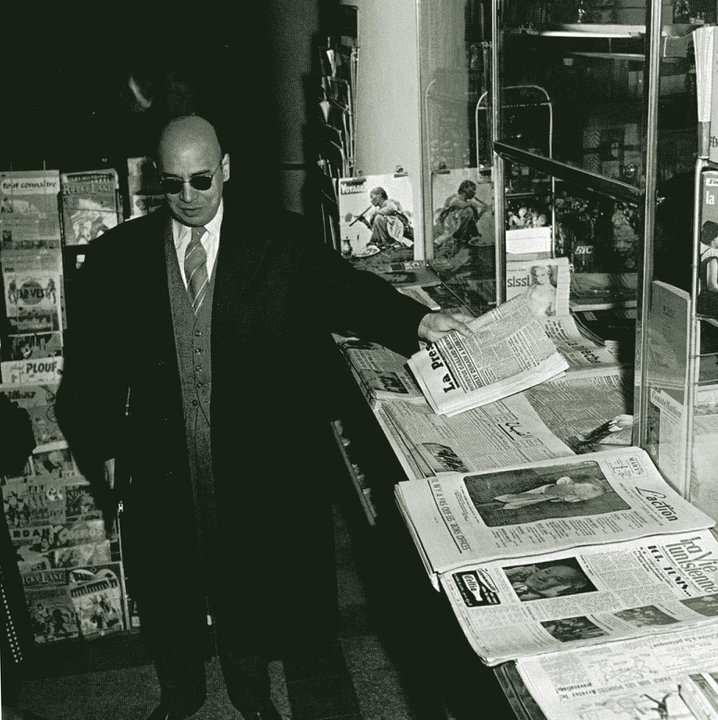
Sadok Mokaddem à l'aéroport de Tunis en 1958.

Après l'indépendance de la Tunisie, il est élu député à l'Assemblée nationale constituante puis nommé ambassadeur au Caire. Du 29 juillet 1957 au 29 août 1962, il occupe le poste de ministre des Affaires étrangères où il joue, avec Mongi Slim, un rôle important dans la crise de Bizerte. À la reprise des relations diplomatiques entre la Tunisie et la France en août 1962, il est nommé ambassadeur de Tunisie en France.
En 1964, il est élu comme président de l'Assemblée nationale, poste qu'il conserve jusqu'en 1981.
L'hôpital principal de son île natale, Djerba, porte son nom.
En 2011, la rue de la Commission à Tunis est rebaptisée en son honneur.